# Conocephalus aculeatus
Conocephalus aculeatus är en insektsart som beskrevs av Piza Jr. 1969. Conocephalus aculeatus ingår i släktet Conocephalus och familjen vårtbitare. Inga underarter finns listade i Catalogue of Life.